# Museu Padre Alberto Lamonatto
Museu Padre Alberto Lamonatto é um museu brasileiro, inaugurado em 23 de julho de 1997 e localizado no distrito de Otávio Rocha, no  município de Flores da Cunha, no estado do Rio Grande do Sul.

## Acervo
O museu guarda um expressivo acervo histórico, composto por objetos e fotografias, doado pelo padre Alberto Luiz Lamonatto à Associação de Amigos de Otávio Rocha. Além do acervo histórico, expõe uma coleção de licores e vinhos produzidos pelo religioso a partir 
do final da década de 1930, com mais de mil garrafas, dando ao acervo um valor inestimável e sendo um dos maiores atrativos culturais e turísticos do município.